# Bryum denticulatinervium
Bryum denticulatinervium är en bladmossart som beskrevs av Harumi Ochi 1977. Bryum denticulatinervium ingår i släktet bryummossor, och familjen Bryaceae. Inga underarter finns listade i Catalogue of Life.